# L'Affaire Dominici (film, 1973)
Pour les articles homonymes, voir L'Affaire Dominici (homonymie).
Pour plus de détails, voir Fiche technique et Distribution.
L'Affaire Dominici est un film de procès franco-italo-espagnol réalisé par Claude Bernard-Aubert, sorti en 1973.
Ce film — tourné en 1972 — reconstitue l'enquête policière de l'affaire judiciaire éponyme qui s'est déroulée en 1952. Jean Gabin y joue le rôle de Gaston Dominici, un patriarche accusé par la justice et sa famille du meurtre de trois Anglais sur les bords d'une route à proximité de sa propriété.

## Synopsis
5 août 1952. Le jour se lève sur Lurs, un petit village de Haute Provence. Trois cadavres sont retrouvés par la police. Il s'agit des corps de touristes anglais, massacrés dans la nuit puis déposés sur cette petite route de Provence. Une enquête est ouverte le matin même. Les soupçons du commissaire se portent rapidement sur la famille de Gaston Dominici, patriarche de soixante-quinze ans vivant dans la ferme voisine. Après que deux de ses fils aient été soupçonnés, c'est le patriarche Gaston qui est accusé. Il avoue le crime puis se rétracte. Le film narre le procès au terme duquel il est condamné à mort. Le film se termine par une intervention de l'avocat de Gaston Dominici, démontrant que l'on n'a condamné son client que sur la base de paroles et non de faits.

## Fiche technique
- Réalisation : Claude Bernard-Aubert, assisté de Gilbert Roussel
- Assistants réalisateurs : Philippe Attal, Bernard Quatrehomme, Jean-Pierre Ghys, Pierre Tatischeff
- Scénario : Claude Bernard-Aubert, Daniel Boulanger, Louis-Émile Galey
- Dialogues : Daniel Boulanger
- Photographie : Ricardo Aronovich
- Cadreur : Bernard Noisette
- Montage : Louisette Hautecoeur, assistée de Françoise Laporte
- Musique : Alain Goraguer (Éditions musicales Claude Pascal)
- Décors : Albert Rajau
- Son : Joseph de Bretagne
- Bruitage : Daniel Couteau
- Mixages : Jean Duguet
- Maquillage : Yvonne Gasperina, Jacky Reynal
- Accessoiriste : Jean-Claude Dolbert
- Script-girl : Colette Crochot, assistée de Dominique Piat
- Régisseur général : Robert Saussier
- Photographe de plateau : Marcel Dole
- Producteurs : Claude Giroux, Eric Rochat, Sergio Bonotti, Jean Gabin (non crédité)
- Producteur associé : Carlos da Silva
- Directeur de production : Éric Geiger
- Administrateur de production : Jean-Marc Garrouste
- Sociétés de production : Société nouvelle de cinématographie (SNC), Bocaccio Films, C.O.F.C.I., Gafer, Mondial Televisione Film
- Sociétés de distribution : Bocaccio Distribución S.A.
- Format : couleur (Eastmancolor) — 35 mm — 1,65:1 — Son : Mono
- Tirage : Laboratoire Franay L.T.C Saint-Cloud
- Générique : Stan
- Durée : 105 minutes (1 h 45)
- Genre : drame
- Dates de sortie :
  - France : 7 mars 1973
  - Italie : 14 août 1973
  - Allemagne de l'ouest : 3 mai 1974
  - Espagne : 21 octobre 1974

## Distribution
- Jean Gabin : Gaston Dominici
- Victor Lanoux : Gustave Dominici
- Gérard Darrieu : Clovis Dominici
- Paul Crauchet :  commissaire Sébeille
- Geneviève Fontanel : Yvette Dominici
- Gérard Depardieu : Roger Perrin dit « Zézé »
- Evi Maltagliati : Marie Dominici dite « La Sardine »
- Jacques Rispal : Paul Maillet
- Daniel Ivernel : président des Assises de Digne
- Jacques Richard : adjoint du commissaire
- Michel Bertay : Maître Pérez, juge d'instruction
- Jean-Pierre Castaldi : journaliste
- Jean-Claude Massoulier : journaliste
- Jeanne Allard : Augusta Caillat
- Annick Fougery : Germaine Perrin
- Max Amyl : Maître Émile Pollak
- Rafaël Hernandez : Lopez
- Henri Vilbert : président de la correctionnelle
- Nicole Giroux : Elizabeth Drummond
- Colin Drake : Sir Jack Drummond
- Jane Martel : Lady Ann Drummond
- Alberto Farnese : journaliste italien
- Pierre Forget : père d'Yvette
- Jean-Paul Moulinot : docteur Dragon
- Michel Robin : Perrin.
- Marcel Gassouk : membre de la famille Dominici
- Jean-Yves Gautier : planton
- Émile Pollak : lui-même, épilogue
- Raoul Curet : maire
- Jack Bérard : capitaine de gendarmerie
- Marco Perrin : cuisinier
- Jacques Debary : commissaire divisionnaire
- Fernand Berset : touriste
- Marie-Pierre Casey : sa femme
- Gabrielle Doulcet : vieille femme
- Christiane Delorme : une avocate
- Francis Lax : voix synchro d'un journaliste
- Hubert de Lapparent : l'ancien résistant interrogé par le commissaire (présence incertaine car non créditée au générique, l'acteur étant de surcroît filmé de 3/4 dos).

## Autour du film
- Certaines séquences extérieures ont été tournées non loin du lieu du triple meurtre. La scène du crime a été tournée 20 km plus loin, sur la RN 96, sens sud-nord, 500 m avant le hameau "Les Bons Enfants", sur la commune de Peipin. Les scènes du bal en soirée et de l'arrivée du camion d'ouvriers espagnols ont été tournées sur la place du village de Ribiers.
- Pour se préparer au rôle, Jean Gabin a notamment lu les notes de Jean Giono sur l'affaire : Notes sur l'affaire Dominici, les résultats de l'enquête et du procès, et Essai sur le caractère des personnages, où l'auteur fait une analyse psychologique des différents protagonistes de l'affaire.